# Nadroga-Navosa (tỉnh)
Nadroga-Navosa là một trong 14 tỉnh của Fiji, và là một trong 8 tỉnh trên đảo Viti Levu, hòn đảo lớn nhất đất nước. Diện tích của tỉnh là 2.385 km². Tỉnh cũng bao gồm cả Quần đảo Mamanuca, ở ngoài khơi bờ biển phía tây của Viti Levu, cũng như Đá ngầm Conway ở xa xôi về phía tây nam. Dân số của tỉnh theo thống kê năm 2007 là 58.387 người. Đô thị chính của Nadroga-Navosa là Sigatoka, với dân số 7.988 người năm 2007.
Nadroga-Navosa gồm các quận Cuvu, Nasigatoka, Tuva, Malomalo, Wai, Malolo, Naqalimare, Namataku, Noikoro, Conua, Raviravi, Nokonoko, Waicoba, Mavua, Bemana, Navatusila, Koroinasau, Komave, Korolevu I Wai, Nasikawa, Nadrau, và Vatulele